# Дон Карлуш I (бронепалубный крейсер)
Бронепалубный крейсер «Дон Карлуш I» (порт. Dom Carlos I) — бронепалубный крейсер португальского флота. Принадлежал к так называемым «элсвикским» крейсерам, строившимся на экспорт британской компанией Sir W.G. Armstrong & Company. Был вариантом крейсера «Ёсино», построенного «Армстронгом» для японского флота. В 1910 году был переименован в «Альмиранте Рейс» (порт. Almirante Reis). Считается самым знаменитым крейсером в истории португальского флота.

## Проектирование
Программа строительства португальских ВМС, принятая 20 марта 1890 года, предполагала среди прочих, постройку 10 крейсеров. При этом малые крейсера должны были оперировать в колониях, а крупные базироваться в Лиссабоне, защищая столицу, а также выполняя поручения на заморских театрах. В качестве образца для крупных крейсеров португальское военно-морское руководство видело экспортные крейсера «Армстронга», привлекавшие сочетанием высоких характеристик и умеренной цены.
Изначально планировалось заказать в Италии крейсер водоизмещением 3600 тонн по образцу «элсвикских», но морской министр Жасинту Кандиду да Сильва добился заказа крейсера непосредственно у британского производителя. Предполагалось построить корабль по образцу нашумевшего в военно-морских кругах японского крейсера «Ёсино», также произведённого «Армстронгом». Предварительный заказ Португалия сделала в январе 1896 года, а официальный договор был подписан в январе 1897 года, когда крейсер уже строился. Экипаж крейсера прибыл в Великобританию 21 июня 1899 года, а 8 июля 1899 года корабль поднял военно-морской флаг и вскоре ушёл в Португалию.

## Конструкция
Конструкция «Дона Карлуша I» в целом повторяла «Ёсино», но с некоторыми особенностями. Так крейсер впервые в практике «Армстронга» получил водотрубные котлы, причём на тот момент это были самые мощные водотрубные котлы в мире, из числа установленных на корабле. Планировалось достичь скорости 20 узлов при мощности 8000 л. с. и 22 узлов при мощности 12 500 л. с. Фактически на испытаниях крейсер развил 20,64 узла при мощности 8000 л. с. и 22,18 узла при мощности 12 684 л. с. Нормальный запас угля был вдвое больше, чем у «Ёсино» — 700 тонн против 350 тонн, максимальный достигал 1000 тонн.

## Служба
Как наиболее мощный и современный крейсер португальского флота «Дон Карлуш I» активно привлекался для показательных миссий в других странах. В январе 1900 года королевская чета избрала крейсер в качестве своей яхты для визита на Мадейру. 9 апреля 1900 года «Дон Карлуш I» отправился в Бразилию, где представлял Португалию на торжествах в честь 400-летней годовщины открытия Южной Америки. В Рио-де-Жанейро его посетил президент Бразилии Кампус Салис. В августе 1900 года корабль посетил Ферроль, где на его борту побывала королевская семья Испании. В октябре 1900 года «Дон Карлуш I» доставил в Порту королевскую чету Португалии для открытия памятника Энрике Мореплавателю.